# Ferenc Deák (politiker)
Ferenc Deák (ungerska Deák Ferenc), född den 17 oktober 1803 i Söjtör i komitatet Zala, död den 28 januari 1876 i Budapest, var en ungersk statsman känd som "nationens vise man" och en av upphovsmännen till Ausgleich, 1867 års statsrättsliga uppgörelse mellan Österrike och Ungern som kom att skapa "dubbelmonarkin" Österrike-Ungern.

## Biografi
Deák ägnade sig tidigt åt advokatyrket och började 1825 med iver att deltaga i komitatförhandlingarna samt gjorde sig snart känd som en utmärkt talare. Åren 1832–1836 representerade han Zala på riksdagen i Pressburg, där han med kraft och talang bekämpade Wienregeringens inkräktanden på Ungerns rättigheter. Under riksdagen 1839–1840 lyckades Deák åstadkomma en tillfällig försoning mellan regeringen och reformpartiet, vars chef han var. Åren 1843–1847 var han inte medlem av riksdagen, men anlitades alltjämt såsom sitt partis rådgivare. Under denna tid utarbetade han ett förslag till strafflag, av utländska sakkunniga högeligen prisat, samt redigerade 1847 ett liberalt manifest, vilket krävde Ungerns oberoende ställning under huset Habsburgs spira.
Som justitieminister inträdde Deák den 23 mars 1848 i kabinettet Batthyány, Ungerns första konstitutionella ministär. Men hans plan att omorganisera hela lagskipningsväsendet omintetgjordes genom Kossuths tillträde till makten i september samma år, och han utgick då ur ministären, eftersom Kossuth bröt med den strängt lagenliga förhandlingspolitik Deák konsekvent förfäktade. Sedan riksdagen under Kossuths ledning avgjort brutit med dynastin, drog sig Deák tillbaka från det offentliga livet och deltog inte i revolutionskriget.
Då Österrikes olyckor i det andra italienska självständighetskriget 1859 förmått regeringen i Wien att ändra politik i förhållande till Ungern och riksdagen 1861 ånyo inkallats, lät Deák, som förut från sitt gods Kehida givit nationen det passiva motståndets lösen, välja sig till deputerad för Pest. Det moderat-liberala så kallade adresspartiet, vilket samlade sig omkring honom och Andrássy, ställde sig på grundvalen av 1848 års lagar och krävde oeftergivligt en ungersk ministär. Förbittrad över denna oväntade hållning, upplöste regeringen hastigt riksdagen i september 1861, sedan Frans Josef avvisat den av Deák redigerade adress, vari dess bägge kamrar hävdade den av honom förfäktade rättsståndpunkten. Denna sammankallades emellertid åter 1865, kort efter det Deák i sin berömda påskartikel i tidningen Pesti Napló vädjat till Frans Josef personligen och försäkrat honom om Ungerns beredvillighet att sätta sina historiska rättigheter i samklang med hela rikets inre lugn och yttre stormaktsställning.
Efter Österrikes nederlag i det tyska enhetskriget 1866 ville det radikala partiet begagna sig av monarkins allmänna upplösningstillstånd för att tvinga regeringen i Wien till förödmjukande eftergifter. Men Deák motsatte sig denna politik och vann riksdagen för den åsikten att de båda rikshälfterna skulle bliva likställda och Ungern erhålla en särskild ministär. Inte minst genom Deáks moderation kom det på denna grundval till en uppgörelse (Ausgleich) med Österrike under Beusts ministär.
Det nya förhållandet mellan den österrikisk-ungerska monarkins båda delar oktrojerades högtidligt genom Andrássys utnämning till ungersk ministerpresident i februari 1867 och Frans Josefs högtidliga kröning i Buda i juni samma år; uppgörelseakten av den 26 september 1867 bestämde slutgiltigt den nya unionens villkor. Deák gav den av hans meningsfränder sammansatta nya ministären – vars ledning han själv avböjt – sitt betydelsefulla stöd och representerade till sin död de den grundlagsenliga självständighetens och den frisinnade moderationens idéer. Deáks begravning firades som en nationell sorgehögtid; ett ståtligt, av staten rest minnesmärke över honom, av Huszár, avtäcktes i Frans Josefs närvaro i Budapest 1887.

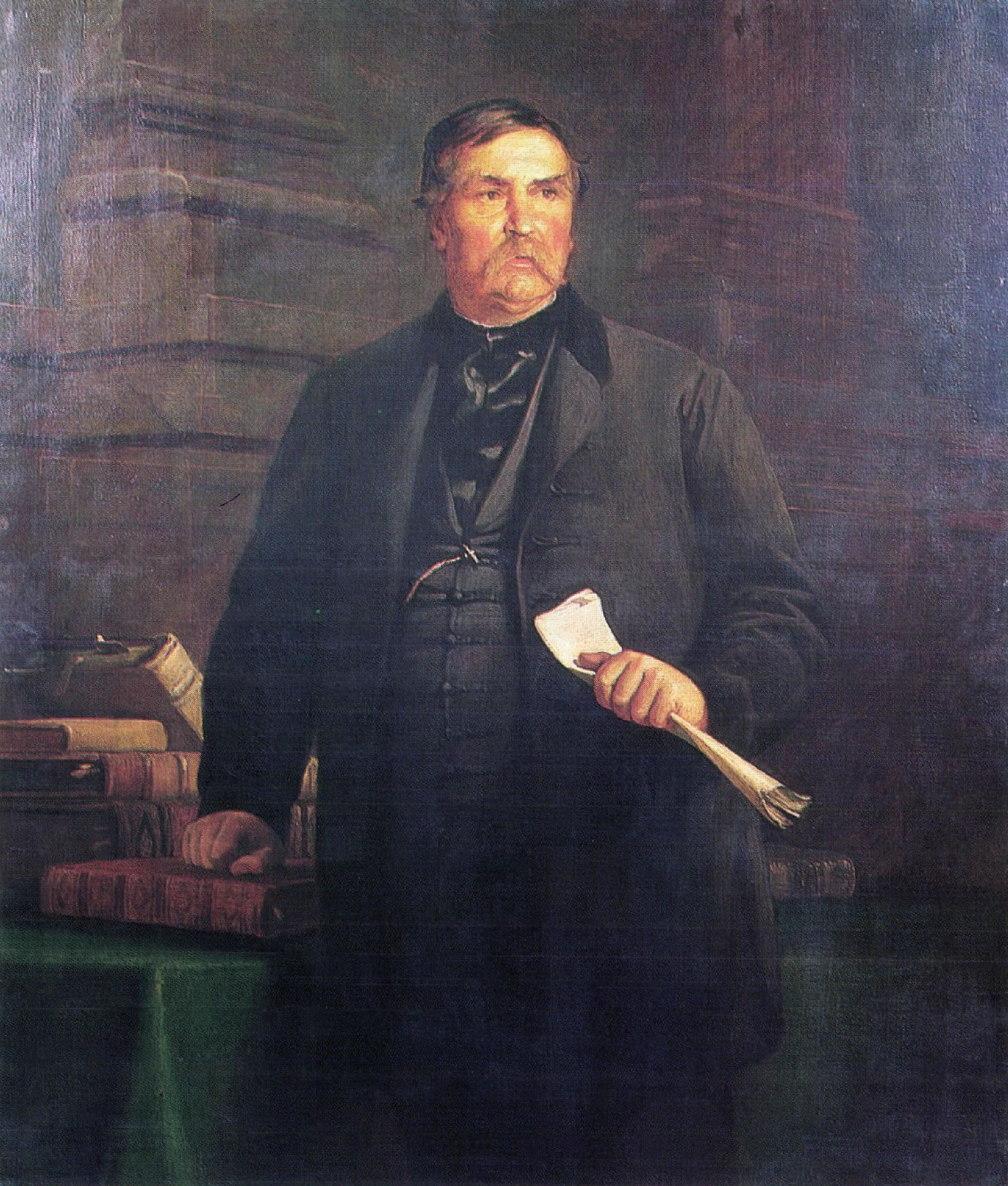
Porträtt av Deák, målat av Bertalan Székely 1869.
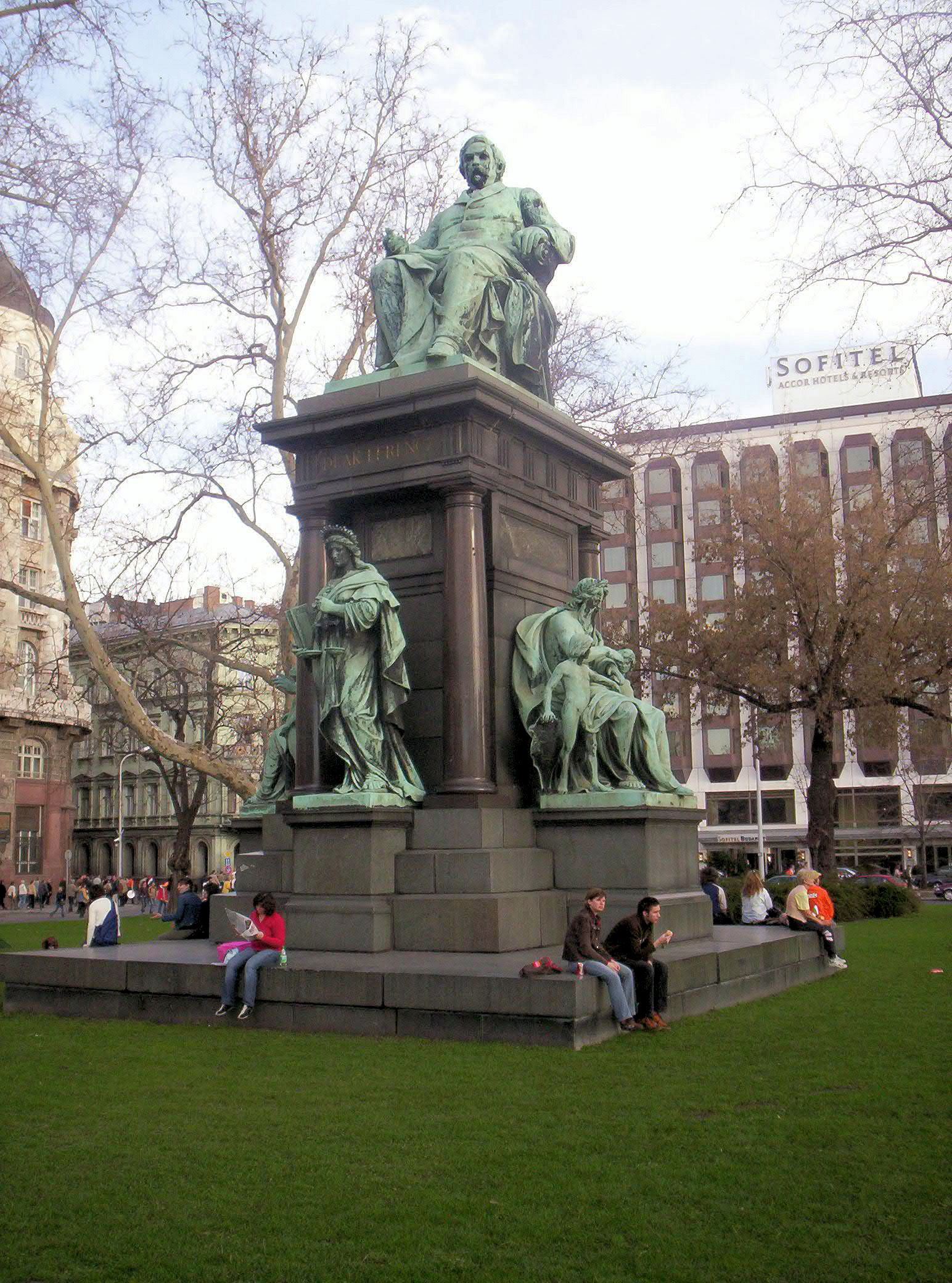
Huszárs staty av Deák.